# Tribal Dance
Tribal Dance is een nummer van de Nederlands-Belgische danceact 2 Unlimited uit 1993. Het is de tweede single van hun tweede studioalbum No Limits.
Het nummer werd een grote danshit in Europa. In veel Europese landen wist het nummer de top 10 te behalen. In zowel de Nederlandse Top 40 als de Vlaamse Radio 2 Top 30 behaalde het nummer de 2e positie.